# Ibrahim Faltas
Ibrahim Faltas (Alessandria d'Egitto, 2 febbraio 1964) è un francescano egiziano.
Eletto Vicario della Custodia di Terra Santa durante il Capitolo 2022. È stato Discreto della Custodia di Terra Santa dal 2016 al 2022.

## Biografia
Dal 1969 al 1982 ha studiato e si è diplomato nella Scuola Francescana di Kafred Dawar-Alessandria. Dal 1982 al 1985 ha frequentato l'Istituto Orientale Francescano di Giza (Egitto) e si è laureato in Filosofia. Dal 1986 al 1988 ha prestato il servizio militare in Egitto. Dal 1988 al 1992 ha studiato a Gerusalemme presso lo Studium Teologicum Jerosolytanum conseguendo il Baccalaureato in Teologia. Il 28 agosto 1992 è stato quindi ordinato sacerdote nell'Ordine dei Frati Minori - Custodia di Terra santa e dal 1993 al 1995 è divenuto direttore della Scuola Headnurse a Gerico.
Dal 1995 è Direttore del Collegio di Terra Santa in Betlemme nonché responsabile dello Statu Quo nella Basilica della Natività di Betlemme.
È cittadino onorario di Terni, Pratovecchio, Montevarchi, Orvieto e Sogliano sul Rubicone.
Frate francescano, è noto per aver vissuto e partecipato alle dure vicende del conflitto tra Israeliani e Palestinesi durante l'assedio armato alla Basilica della Natività di Betlemme nel 2002. In questo contesto si è distinto per la sua qualità di mediatore giacché attraverso il dialogo è riuscito, in quella drammatica occasione, a trovare una soluzione tra le due parti in conflitto.
È autore del libro “L'Assedio della Basilica della Natività” e di numerosi scritti sul tema della pace.
Parroco di Gerusalemme dal 2004 al 2010, é stàto Economo gènerale della Custodia di Terra Sànta dal 2010 al 2016. Dal 2016 è  stato eletto nel Discretorio della Custodia, é Direttore delle scuole di Terra Santa e Direttore del Casa Nova di Gerusalemme; conosce e parla arabo, italiano, inglese e segue in prima persona numerosi progetti di solidarietà, integrazione ed educazione alla pace soprattutto per i giovani ed i bambini.